# 奇内托罗马诺

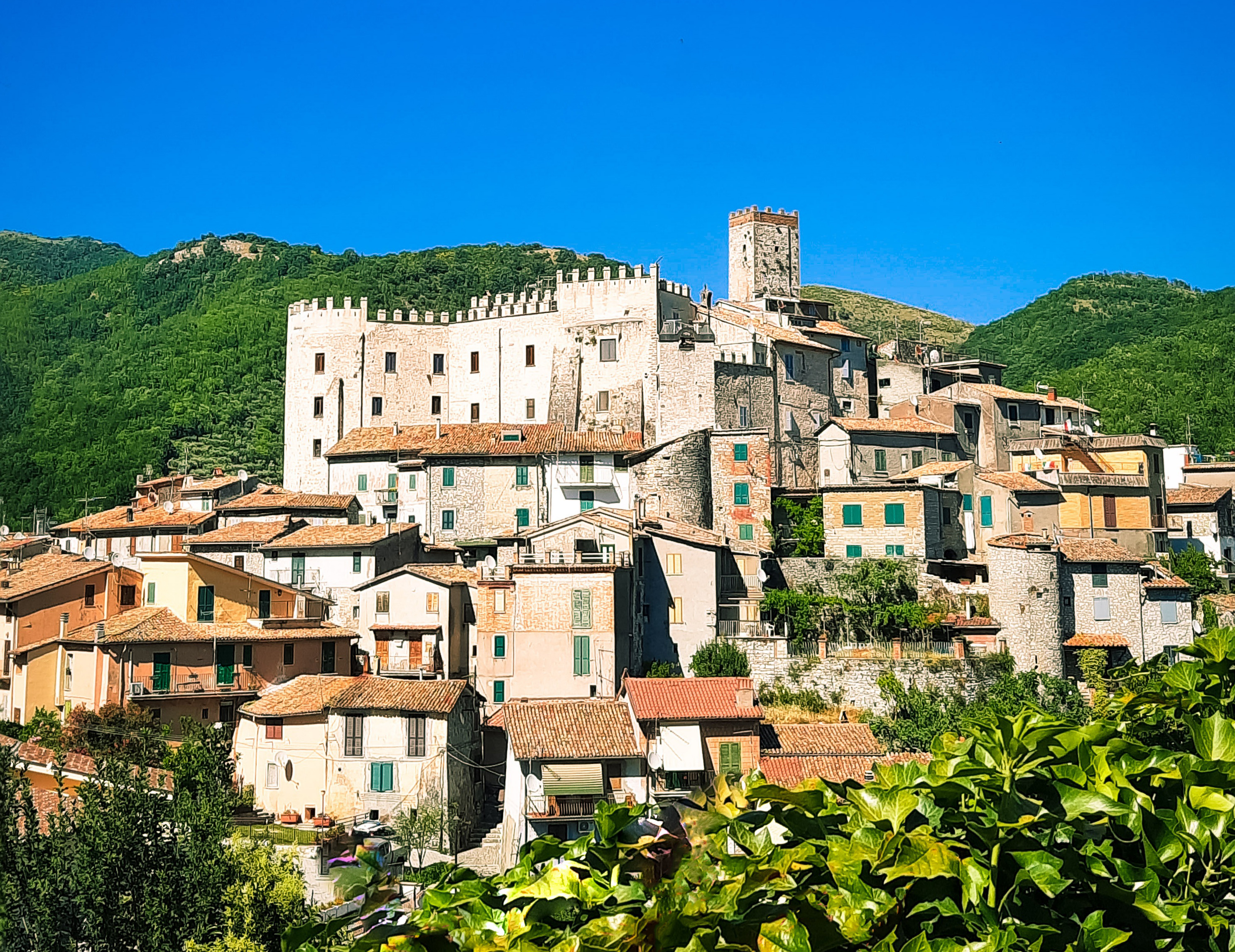
奇内托罗马诺

奇内托罗马诺（義大利語：Cineto Romano）是意大利拉齐奥大区罗马首都广域市的一个市镇，面积10.5平方公里，人口670人（2004年）。它位于罗马东北约61千米处。

## 地理
奇内托罗马诺位于阿涅内河河谷上。

### 交通
奇内托罗马诺直接位于A24高速公路上，但是最近的入口处离市镇有八千米。
奇内托罗马诺的火车站目前不被使用。最近的火车站离市镇有七千米。

## 历史
在罗马人占领奇内托罗马诺之前埃魁人住在这里。罗马帝国覆没后它属于伦巴底，从755年开始它属于教皇国。

## 人口发展
| 年     | 1881年  | 1901年 | 1921年 | 1936年 | 1951年 | 1971年 | 1991年 | 2001年 |
| 居民数 | 1,282人 | 989人  | 836人  | 865人  | 814人  | 614人  | 537人  | 612人  |

来源：意大利统计局